# UFC 5
UFC 5: The Return of the Beast  fue un evento de artes marciales mixtas producido por la Ultimate Fighting Championship (UFC) el 7 de abril de 1995 desde el Independence Arena en Charlotte, Carolina del Norte.

## Historia
UFC 5 fue un torneo entre ocho luchadores en el que ganador recibió el premio de 50 000 dólares. En UFC 5 por primera vez se presentaron límites de tiempo, siendo éstos de 20 minutos para cuartos de final y semifinales. La final del evento tuvo un límite de 30 minutos.

## Resultados
1. ↑  Por el Campeonato Superfight; Gracie y Shamrock empataron después de 36:00 porque no había jueces.
2. ↑  Beneteau reemplazo a Jon Hess, que se había roto la mano durante su primer combate.

## Desarrollo
|  | Cuartos de final | Cuartos de final | Cuartos de final |             |                | Semifinales    | Semifinales | Semifinales |  |               | Final         | Final | Final |  |
|  |                  |                  |                  |             |                |                |             |             |  |               |               |       |       |  |
|  |                  |                  |                  |             |                |                |             |             |  |               |               |       |       |  |
|  | Jon Hess         | Jon Hess         | TKO              |             |                |                |             |             |  |               |               |       |       |  |
|  | Jon Hess         | Jon Hess         | TKO              |             |                |                |             |             |  |               |               |       |       |  |
|  | Andy Anderson    | Andy Anderson    | 1:23             |             |                |                |             |             |  |               |               |       |       |  |
|  | Andy Anderson    | Andy Anderson    | 1:23             |             | Dave Beneteau1 | Dave Beneteau1 | TKO         |             |  |               |               |       |       |  |
|  |                  |                  |                  |             | Dave Beneteau1 | Dave Beneteau1 | TKO         |             |  |               |               |       |       |  |
|  |                  |                  | Todd Medina      | Todd Medina | 2:12           |                |             |             |  |               |               |       |       |  |
|  | Todd Medina      | Todd Medina      | Todd Medina      | Todd Medina | 2:12           | TKO            |             |             |  |               |               |       |       |  |
|  | Todd Medina      | Todd Medina      |                  |             |                |                |             |             |  |               |               |       |       |  |
|  | Larry Cureton    | Larry Cureton    | 2:55             |             |                |                |             |             |  |               |               |       |       |  |
|  | Larry Cureton    | Larry Cureton    | 2:55             |             |                |                |             |             |  | Dave Beneteau | Dave Beneteau | 3:01  |       |  |
|  |                  |                  |                  |             |                |                |             |             |  | Dave Beneteau | Dave Beneteau | 3:01  |       |  |
|  |                  |                  | Dan Severn       | Dan Severn  | SUM            |                |             |             |  |               |               |       |       |  |
|  | Oleg Taktarov    | Oleg Taktarov    | Dan Severn       | Dan Severn  | SUM            | SUM            |             |             |  |               |               |       |       |  |
|  | Oleg Taktarov    | Oleg Taktarov    |                  |             |                |                |             |             |  |               |               |       |       |  |
|  | Ernest Vendecia  | Ernest Vendecia  | 2:23             |             |                |                |             |             |  |               |               |       |       |  |
|  | Ernest Vendecia  | Ernest Vendecia  | 2:23             |             | Oleg Taktarov  | Oleg Taktarov  | 4:21        |             |  |               |               |       |       |  |
|  |                  |                  |                  |             | Oleg Taktarov  | Oleg Taktarov  | 4:21        |             |  |               |               |       |       |  |
|  |                  |                  | Dan Severn       | Dan Severn  | TKO            |                |             |             |  |               |               |       |       |  |
|  | Dan Severn       | Dan Severn       | Dan Severn       | Dan Severn  | TKO            | SUM            |             |             |  |               |               |       |       |  |
|  | Dan Severn       | Dan Severn       |                  |             |                |                |             |             |  |               |               |       |       |  |
|  | Joe Charles      | Joe Charles      | 1:38             |             |                |                |             |             |  |               |               |       |       |  |
|  | Joe Charles      | Joe Charles      | 1:38             |             |                |                |             |             |  |               |               |       |       |  |
|  |                  |                  |                  |             |                |                |             |             |  |               |               |       |       |  |

1Jon Hess fue multado con 2000 dólares por haber cometido faltas en la pelea. Abandonó el torneo por lesión en la mano y fue reemplazado por Dave Beneteau.